# العلاقات الدنماركية الإيرانية
العلاقات الدنماركية الإيرانية هي العلاقات الثنائية التي تجمع بين الدنمارك وإيران.

## مقارنة بين البلدين
هذه مقارنة عامة ومرجعية للدولتين:
| وجه المقارنة                                              | الدنمارك                                                     | إيران                    |
| --------------------------------------------------------- | ------------------------------------------------------------ | ------------------------ |
| المساحة (كم2)                                             | 42.92 ألف                                                    | 1.65 مليون               |
| عدد السكان (نسمة)                                         | 5.79 مليون                                                   | 79.97 مليون              |
| الكثافة السكانية (ن./كم²)                                 | 134.9                                                        | 48.47                    |
| العاصمة                                                   | كوبنهاغن                                                     | طهران                    |
| اللغة الرسمية                                             | اللغة الدنماركية                                             | لغة فارسية               |
| العملة                                                    | كرونة دنماركية                                               | ريال إيراني              |
| الناتج المحلي الإجمالي (بليون دولار)                      | 324.87 مليار                                                 | 439.51 مليار             |
| الناتج المحلي الإجمالي (تعادل القوة الشرائية) بليون دولار | 278.61 مليار                                                 | 1.36 تريليون             |
| الناتج المحلي الإجمالي الاسمي للفرد دولار أمريكي          | 51.99 ألف                                                    |                          |
| الناتج المحلي الإجمالي للفرد دولار أمريكي                 | 45.54 ألف                                                    |                          |
| مؤشر التنمية البشرية                                      | 0.900                                                        | 0.766                    |
| رمز المكالمات الدولي                                      | +45                                                          | +98                      |
| رمز الإنترنت                                              | .dk                                                          | .ir،                     |
| المنطقة الزمنية                                           | توقيت وسط أوروبا، ت ع م+02:00، ت ع م+01:00، أوروبا/كوبنهاجن ‏ | ت ع م+03:30، توقيت إيران |

## منظمات دولية مشتركة
يشترك البلدان في عضوية مجموعة من المنظمات الدولية، منها:
| علم المنظمة | اسم المنظمة                        | تاريخ انضمام الدنمارك | تاريخ انضمام إيران |
| ----------- | ---------------------------------- | --------------------- | ------------------ |
|             | مؤسسة التنمية الدولية              | 30 نوفمبر 1960        | 10 أكتوبر 1960     |
|             | يونسكو                             | 4 نوفمبر 1946         | 6 سبتمبر 1948      |
|             | وكالة ضمان الاستثمار متعدد الأطراف | 12 أبريل 1988         | 15 ديسمبر 2003     |
|             | الأمم المتحدة                      | 24 أكتوبر 1945        | 24 أكتوبر 1945     |
|             | الفريق المعني برصد الأرض           | ?                     | ?                  |
|             | الاتحاد البريدي العالمي            | ?                     | ?                  |
|             | البنك الدولي للإنشاء والتعمير      | 30 نوفمبر 1960        | 29 ديسمبر 1945     |
|             | منظمة حظر الأسلحة الكيميائية       | ?                     | ?                  |
|             | مؤسسة التمويل الدولية              | 20 يوليو 1956         | 28 ديسمبر 1956     |
|             | منظمة الشرطة الجنائية الدولية      | ?                     | ?                  |

## وصلات خارجية
- موقع وزارة الخارجية الدنماركية
- موقع وزارة الخارجية الإيرانية